# Fred S. Fox
Fred S. Fox (* 26. Juli 1915 in St. Louis; † 23. Oktober 2005 in Encino, Kalifornien) war ein US-amerikanischer Drehbuchautor und Gag-Schreiber.
Fred S. Fox war vor allem als Gag-Schreiber für Bob Hope bekannt. Fox schrieb auch Drehbücher für diverse Sitcoms wie die Andy Griffith Show, The Red Skelton Show, Petticoat Junction, F Troop, Here’s Lucy, The Doris Day Show, The Jimmy Stewart Show, Fenn – Hong Kong Pfui und Love Boat.